# Springfield (Belize)
Pour les articles homonymes, voir Springfield.
Springfield est un village du district de Cayo, au Belize, fondé en 1996. Il est situé à 15 km au sud de Belmopan. Sa population s'élevait à 270 habitants en 2010. Elle se compose notamment de mennonites, plus précisément de mennonites du vieil ordre du groupe "Noah Hoover".